# Antonio Tantay
Antonio Tantay, né le 5 février 1920 et décédé le 27 juillet 1988, est un ancien joueur philippin de basket-ball.